# Rhypopteryx phoenicopoda
Rhypopteryx phoenicopoda är en fjärilsart som beskrevs av Collenette 1957. Rhypopteryx phoenicopoda ingår i släktet Rhypopteryx och familjen tofsspinnare. Inga underarter finns listade.